# نوكيا 110
نوكيا 110 هو هاتف محمول من نوكيا يعمل بنظام سيمبيان تم الكشف عنه عام 2012، تم طرحه في الأسواق في 2012.

## الخصائص
- نظام التشغيل: سيمبيان
- الكاميرا الأمامية: لا يوجد
- الكاميرا الخلفية: VGA وبدقة وضوح 640*480 بيكسل
- الوزن: 80
- الذاكرة: غير معروف
- التخزين: 10 ميجابايت

## التوفر
يتوفر بالألوان: الأسود و الأخضر و السيان